# 1re cérémonie des Hong Kong Film Awards
La 1re cérémonie des Hong Kong Film Awards a eu lieu le 9 mars 1982.

## Meilleur film
Father and Son

## Meilleur réalisateur
Allen Fong pour Father and Son

## Meilleur scénario
Alfred Cheung pour The Story of Woo Viet

## Meilleur acteur
Michael Hui pour Security Unlimited

## Meilleure actrice
Kara Hui pour My Young Auntie